# ダービー派

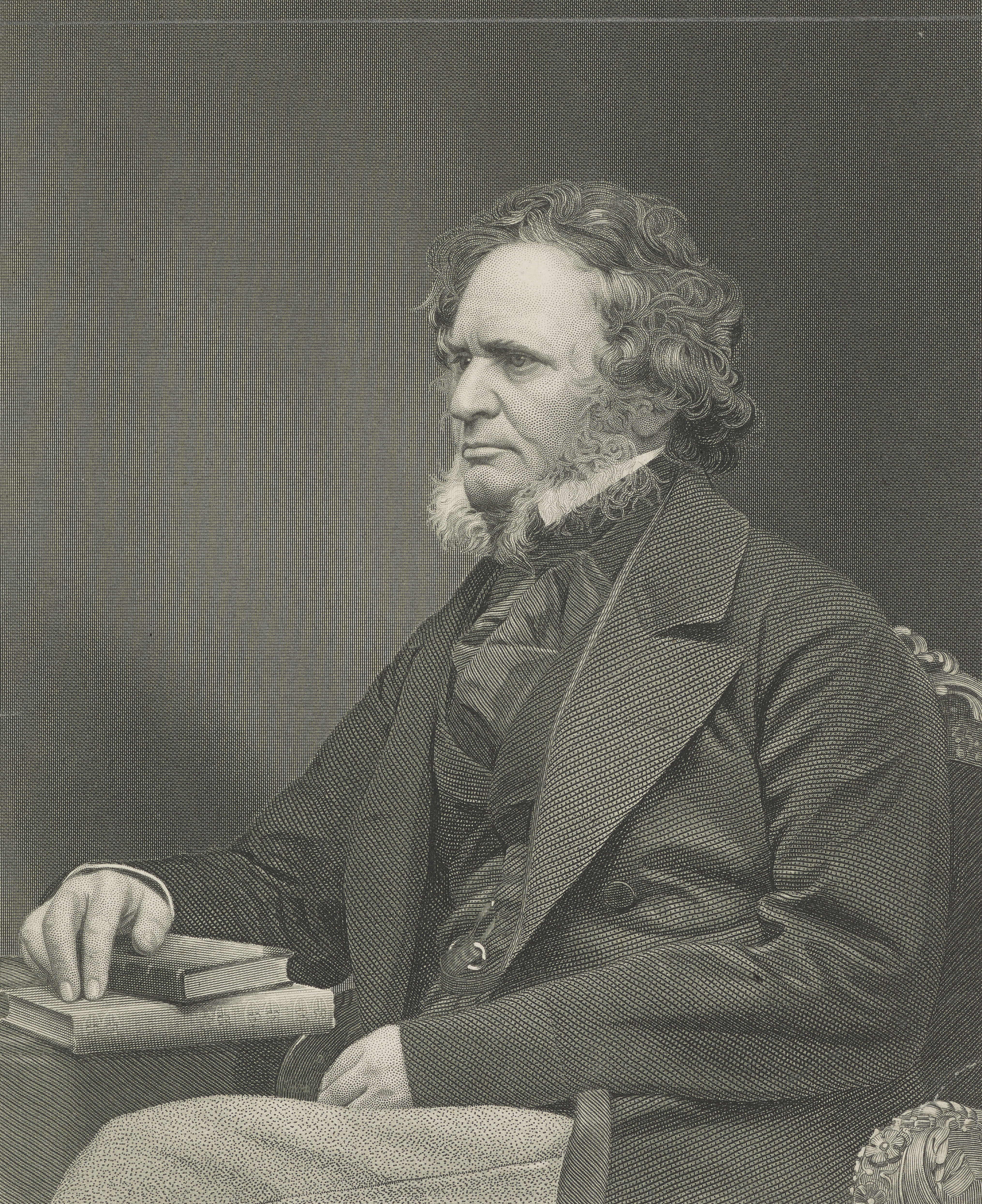
ダービー派の領袖だったスタンリー卿（後の第14代ダービー伯爵）。後に保守党政権の首相となる。

ダービー派（英語: Derby Dilly）は、19世紀前期のイギリス議会の党派。
ホイッグ党政権期の1834年、アイルランド国教会収入転用問題をめぐる閣内分裂が原因でスタンリー卿（後の第14代ダービー伯爵）をはじめとするホイッグ右派がホイッグ党から分離して形成した党派である。徐々に保守党に接近し、1839年までには保守党に吸収された。
なお、"Derby Dilly"とは「ダービーの乗合馬車」という意味で、ダニエル・オコンネルによるホイッグ党批判の言葉に由来する。

## 歴史
1830年11月に成立した第2代グレイ伯爵チャールズ・グレイを首相とするホイッグ党政権は、第一次選挙法改正をはじめとして多くの政治改革を成し遂げたが、同政権はホイッグ党、カニング派、ウルトラ・トーリーによる連立政権という性質上、不統一な面が強く、1834年初頭までには政権内部に改革について様々な不満が噴出していた。
そうした中の1834年5月、改革派閣僚である陸軍支払長官ジョン・ラッセル卿がアイルランド国教会の収入を民間に転用することを提案し、これがこれまで積もり積もった政権内部の意見不一致を爆発させるきっかけとなった。これには陸軍・植民地大臣スタンリー卿（後の第14代ダービー伯爵）、海軍大臣の第2代準男爵サー・ジェームズ・グラハム、王璽尚書の初代リポン伯爵フレデリック・ロビンソン、郵政長官の第5代リッチモンド公爵チャールズ・ゴードン＝レノックスらホイッグ右派の4閣僚が強く反発した。首相グレイ伯爵は急進的閣僚の突き上げられる形でアイルランド国教会の収入を社会保障に転用することを検討したため、これをきっかけに4閣僚は辞職した。
これ以降、ホイッグ右派80人前後の庶民院議員はスタンリー卿を中心に独立会派を形成するようになり、保守党とホイッグ党の中間的立場を目指すようになった。この会派は世に"Derby Dilly"（ダービーの乗合馬車）と呼ばれたが、これはダニエル・オコンネルがホイッグ党右派をけなしたときに使った言葉に由来する。指導者であるスタンリー卿は「変わってしまったのはホイッグの方であり、自分たちは昔ながらのホイッグの信条を有している」と主張した。
彼らはホイッグから分離したが、すぐさま保守党（トーリー党）と連携したわけではなかった。1834年11月から1835年4月にかけて成立した短期間の保守党政権（第二次ウェリントン公爵内閣、第一次ピール内閣）にも参加を拒否した。
1835年1月の解散総選挙ではダービー派は86議席を獲得している（保守党204議席、ホイッグ218議席、急進派90議席、オコンネル派60議席）。
1835年4月に成立したホイッグ党政権の第2次メルバーン子爵内閣には野党の立場を取った。スタンリー卿の見るところ、メルバーン子爵はアイルランド独立派オコンネル派にすり寄りすぎであった。結局ダービー派はメルバーン政府のアイルランド政策に反対するという共通の立場から保守党と接近することになった。1836年にはダービー派は野党席に座るようになり、スタンリー卿は最前列で保守党党首ピールと席を並べるようになった。
1837年6月の解散総選挙ではダービー派は60議席に落とした（ホイッグ269議席、保守党249議席、急進派とオコンネル派80議席）。これによりダービー派は独立会派のままでいてもキャスティング・ボートを握れない可能性が濃厚となった。その結果、保守党との合流の動きは加速した。1837年11月にはスタンリー卿が保守党に入党している。1839年までにはダービー派は完全に保守党に吸収合併されるに至った。